# College da Nova Caledônia
O College da Nova Caledônia (CNC) é uma instituição educacional pós-secundária que atende aos residentes do Interior Central da Colúmbia Britânica. Esta região tem uma população de cerca de 145.000 habitantes e abrange três distritos escolares: # 28 (Quesnel), # 57 (Prince George) e # 91 (Nechako Lakes). A CNC opera seis campi em Prince George, Burns Lake, Forte St. James, Mackenzie, Quesnel e Vanderhoof.
O CNC oferece turmas pequenas, não excedendo 37 alunos, conforme exigido por seu contrato de faculdade.